# Donkervliet
Polder Donkervliet is een polder in de Nederlandse provincie Utrecht ten zuiden van Baambrugge en ten westen van Loenersloot. Het waterschap werd in 1964 samengevoegd in Baambrugge Westzijds.